# Minskaya
Minskaya (em bielorrusso:  Мінская Крышталь, em russo:  Минская Кристалл) é uma vodca bielorrussa produzida pela Minsk Kristall, a maior destilaria da Bielorrússia. Sua água provém de um poço de 300 metros de profundidade, o mais profundo para bebidas do planeta. É destilada e filtrada sete vezes, por um método exclusivo e patenteado, em filtros de quartzo negro, platina e ouro. Para a produção de um litro de vodca são utilizados 06 litros de água.
A produção de Minskaya ocorre de forma exclusiva, com grãos produzidos unicamente pelo fabricante. A principal característica do produto é seu sabor e aroma extremamente suaves, sem ardência ou queimação. A graduação alcoólica é de 40%.
Minskaya também detém o título de vodca mais premiada do mundo, com mais de 220 prêmios.
É comercializada na Europa Ocidental desde o início dos anos 2000, com destaque para Alemanha e Itália. Em 2010 foi lançada nos EUA, sendo a vodca exclusiva dos salões vips da Artexpo New York.  Foi lançada no Brasil em janeiro de 2014 pela Kristall Vodka.